# العلاقات الهندية الرومانية
العلاقات الهندية الرومانية هي العلاقات الثنائية التي تجمع بين الهند ورومانيا.

## مقارنة بين البلدين
هذه مقارنة عامة ومرجعية للدولتين:
| وجه المقارنة                                              | الهند                       | رومانيا                                                                               |
| --------------------------------------------------------- | --------------------------- | ------------------------------------------------------------------------------------- |
| المساحة (كم2)                                             | 3.29 مليون                  | 238.40 ألف                                                                            |
| عدد السكان (نسمة)                                         | 1.35 مليار                  | 19.59 مليون                                                                           |
| الكثافة السكانية (ن./كم²)                                 | 410.33                      | 82.17                                                                                 |
| العاصمة                                                   | نيودلهي                     | بوخارست                                                                               |
| اللغة الرسمية                                             | اللغة الهندية، لغة إنجليزية | اللغة الرومانية                                                                       |
| العملة                                                    | روبية هندية                 | ليو روماني                                                                            |
| الناتج المحلي الإجمالي (بليون دولار)                      | 2.60 تريليون                | 211.80 مليار                                                                          |
| الناتج المحلي الإجمالي (تعادل القوة الشرائية) بليون دولار | 8.00 تريليون                | 465.56 مليار                                                                          |
| الناتج المحلي الإجمالي الاسمي للفرد دولار أمريكي          | 1.60 ألف                    | 9.47 ألف                                                                              |
| الناتج المحلي الإجمالي للفرد دولار أمريكي                 | 5.70 ألف                    | 23.63 ألف                                                                             |
| مؤشر التنمية البشرية                                      | 0.609                       | 0.793                                                                                 |
| رمز المكالمات الدولي                                      | +91                         | +40                                                                                   |
| رمز الإنترنت                                              | .in، .भारत ‏، .بھارت ‏،        | .ro                                                                                   |
| المنطقة الزمنية                                           | ت ع م+05:30، توقيت الهند    | ت ع م+02:00، ت ع م+03:00، أوروبا/بوخارست ‏، توقيت شرق أوروبا، توقيت شرق أوروبا الصيفي ‏ |

## مدن متوأمة
في ما يلي قائمة باتفاقيات التوأمة بين مدن هندية ورومانية:
- ترتبط مومباي مع غالاتس باتفاقية توأمة منذ 1997.[19][19][20][20]

## منظمات دولية مشتركة
يشترك البلدان في عضوية مجموعة من المنظمات الدولية، منها:
| علم المنظمة | اسم المنظمة                        | تاريخ انضمام الهند | تاريخ انضمام رومانيا |
| ----------- | ---------------------------------- | ------------------ | -------------------- |
|             | مؤسسة التنمية الدولية              | 24 سبتمبر 1960     | 12 أبريل 2014        |
|             | المنظمة الهيدروغرافية الدولية      | ?                  | ?                    |
|             | مؤسسة التمويل الدولية              | 20 يوليو 1956      | 23 سبتمبر 1990       |
|             | منظمة حظر الأسلحة الكيميائية       | ?                  | ?                    |
|             | يونسكو                             | 4 نوفمبر 1946      | 27 يوليو 1956        |
|             | الأمم المتحدة                      | 30 أكتوبر 1945     | 14 ديسمبر 1955       |
|             | الاتحاد الدولي للاتصالات           | 1869               | 9 فبراير 1866        |
|             | منظمة الشرطة الجنائية الدولية      | ?                  | ?                    |
|             | البنك الدولي للإنشاء والتعمير      | 27 ديسمبر 1945     | 15 ديسمبر 1972       |
|             | الاتحاد البريدي العالمي            | ?                  | ?                    |
|             | وكالة ضمان الاستثمار متعدد الأطراف | 6 يناير 1994       | 10 سبتمبر 1992       |
|             | منظمة التجارة العالمية             | 1995               | 1995                 |
|             | الفريق المعني برصد الأرض           | ?                  | ?                    |

## وصلات خارجية
- موقع وزارة الخارجية الهندية
- موقع وزارة الخارجية الرومانية